# Psychiatric Nursing
Pour plus de détails, voir Fiche technique et Distribution.
Psychiatric Nursing est un film documentaire américain réalisé par Lee R. Bobker en 1958. 

## Synopsis
Le documentaire s'intéresse aux soins psychiatriques.

## Fiche technique
- Titre : Psychiatric Nursing
- Réalisation : Lee R. Bobker
- Scénario : Ann Schoolman et Ralph Schoolman
- Production : Nathan Zucker
- Société de production : Dynamic Films
- Pays :  États-Unis
- Genre : Documentaire
- Durée : 34 minutes
- Dates de sortie : 
  - États-Unis : 1958

## Distinctions
Le film a été nommé à l'Oscar du meilleur film documentaire.